# Bryniowa
Bryniowa (biał. Брынёва; ros. Бринёво, Briniowo) – wieś na Białorusi, w obwodzie homelskim, w rejonie żytkowickim, w sielsowiecie Marocharawa.
Znajduje się tu przystanek kolejowy Bryniewo, położony na linii Kalinkowicze – Łuniniec.

## Historia
W latach 1919–1920 znajdowała się pod Zarządem Cywilnym Ziem Wschodnich, w okręgu brzeskim, w powiecie mozyrskim. W wyniku traktatu ryskiego miejscowość weszła w skład Związku Sowieckiego. Od 1991 w niepodległej Białorusi.